# 422 p.n.e.
| [ Edytuj tabelę ] |                                                                      |
| Władca Chin       | - 426 p.n.e. Weiliewang 402 p.n.e.                                   |
| Król Elimei       | - 435 p.n.e. Derdas I 405 p.n.e.                                     |
| Król Epiru        | - 430 p.n.e. Tarypas 390 p.n.e.                                      |
| Król Kartaginy    | - 440 p.n.e. Hannibal Magonida 406 p.n.e.                            |
| Król Linkos       | - 430 p.n.e. Arrabajos I 400 p.n.e.                                  |
| Król Macedonii    | - 448 p.n.e. Perdikkas II 413 p.n.e.                                 |
| Władca Persji     | - 424 p.n.e. Dariusz II 404 p.n.e.                                   |
| Król Sparty       | - 459 p.n.e. Plejstoanaks 409 p.n.e. - 427 p.n.e. Agis II 398 p.n.e. |
| Król Sydonu       | - 426 p.n.e. Abdamon 404 p.n.e.                                      |
| Król Syngalezów   | - 437 p.n.e. Pandukabhaya 367 p.n.e.                                 |
| Król Tracji       | - 424 p.n.e. Seutes I 410 p.n.e.                                     |

Rok 422 p.n.e.
stulecia: VI wiek p.n.e. ~
V wiek p.n.e. ~
IV wiek p.n.e.

lata: 432 p.n.e. «
426 p.n.e. «
425 p.n.e. «
424 p.n.e. «
423 p.n.e. «
422 p.n.e. »
421 p.n.e. »
420 p.n.e. »
419 p.n.e. »
418 p.n.e. »
412 p.n.e.

## Wydarzenia
- Ateńczycy podjęli nieudaną próbę odzyskania kontroli nad Amfipolis w trakcie II wojny peloponeskiej
- Arystofanes zdobył na Lenajach w agonie komicznym II miejsce zachowaną do dziś komedią - Osami; możliwe również, że zdobywczyni pierwszego miejsca - Proagon - także była jego autorstwa. Osy są czwartą z jedenastu zachowanych sztuk komediopisarza.

## Zmarli
- Kleon, wódz i polityk ateński
- Brazydas, wódz spartański